# Francisca Josefa de Bragança
D. Francisca Josefa de Bragança (Lisboa, 30 de janeiro de 1699 - Lisboa, 15 de julho de 1736), foi uma Infanta de Portugal, oitava e última filha do Rei Pedro II de Portugal e de Maria Sofia de Neuburgo.

## Biografia
Nasceu no Paço da Ribeira, em Lisboa, a 30 de janeiro de 1699. No mesmo dia, concorreu toda a Corte ao Paço para o beija-mão ao Rei, que logo desceu à Capela Real do mesmo Paço, onde, com a habitual formalidade, se cantou Te Deum, tendo depois congratulado e demonstrado o seu contentamento ao Rei o Núncio papal, o Embaixador de França e demais Ministros Estrangeiros.
Foi baptizada a 24 de fevereiro, dia de aniversário de sua irmã Teresa de Bragança, com o nome de Francisca Josefa Maria Xavier de Bragança, pelo Capelão-mor e Arcebispo de Lisboa Luís de Sousa, na Capela Real, tendo por padrinho o Imperador José I do Sacro Império Romano-Germânico, seu primo-direito, sendo procurador o Inquisidor-geral Frei José de Lencastre. A infanta foi levada nos braços de Nuno Álvares Pereira de Melo, 1.º Duque de Cadaval, Conselheiro de Estado e Mordomo-mor da Rainha, debaixo de um rico pálio, como era costume. Não teve madrinha.
Ficou órfã de mãe com apenas 6 meses e de pai com apenas 7 anos de idade. Teve por aia, depois nomeada camareira-mor, Joana de Lencastre, Marquesa de Unhão e Fontes, que faleceu neste exercício.
A 31 de outubro de 1703, recebeu o sacramento da confirmação juntamente com a irmã Teresa de Bragança, no oratório do hoje extinto Palácio Real de Alcântara, sito na Quinta do mesmo nome, tendo por padrinho o padre Miguel Dias. Foi dama da Ordem da Cruz Estrelada, tendo recebido a distinção a 3 de maio de 1709, sendo a Grã-Mestra da Ordem a sua tia materna, a Imperatriz-consorte Leonor Madalena de Neuburgo.
A infanta era considerada por toda a sociedade e tida como afável e virtuosa, interessando-se pela leitura, dança e música, como o descreve António Caetano de Sousa: «(...) a natureza logrou na sua Real pessoa huma das mais singulares producções; ajuntou à belleza prodigiosa, agradavel magestade na presença, ornando-se de excellentes virtudes, porque era benigna para todos, com coraçaõ pio, e devoto, gostava da liçaõ dos livros, que lia na lingua propria, Hespanhoa, Franceza, e Italiana, sendo este o seu mais estimavel divertimento, e da mesma sorte na dança, instrumentos, e intelligencia da Musica. (...) O seu quarto era frequentado das Senhoras, a quem era permittida esta honra, que ella tratava com agrado, e estimação, de sorte, que naõ podendo ser nestas mayor o respeito, que lhe rendiaõ, ficava sendo grande a obrigaçaõ, em que a todas punha a affabilidade, e genio da Infanta; de tal maneira, que ella foy geralmente applaudida naõ só da Nobreza, mas do povo, que concorria a vella todas as vezes, que sahia fóra, com tanta satisfaçaõ, que pareceo a Infanta venerada Deidade do mais syncero, e fiel culto, que professaõ os Vassallos Portuguezes à Real familia;» É ainda descrita fisicamente, pelo mesmo autor: «(...) Foi a Infanta de estatura alta, grossa, muy fermosa, com grande bizarria, e excellentemente airosa, rosto redondo, os olhos grandes, e pardos, muito branca, e córada, nariz, boca pequenos, e proporcionados, dentes perfeitissimos, com fizionomia alegre, e summamente agradavel.»
Adoeceu de maneira repentina, após leve queixa, sendo a progressão da doença tão rápida que apenas lhe foi possível confessar-se, receber a unção dos enfermos e tomar o sagrado viático, falecendo no mesmo Paço onde nasceu, a 15 de julho de 1736, aos 37 anos de idade, enquanto se celebrava a festa do Anjo da Guarda do Reino. A sua morte foi largamente sentida na Corte, sendo-lhe dedicada uma coletânea de elogios fúnebres, num total de 13 obras intituladas: Sentimentos metricos; Suspiros na perda e alivios na saudade; Francelisa; Admiraçoens sentidas; Nenias dolorosas; Epicedios; Funeral obsequio da mais triste saudade em repetidos suspiros; Suspiros saudosos e metricos; Ofrenda lacrimosa; Acentos saudosos das musas portuguezas; Luctuosos ays do pranto mais enternecido na sentida morte da serenissima senhora D. Francisca Infanta de Portugal; Threnos lamentosos e Ultimas expressoens da magoa e breve alivio da saudade em huma epistola ou carta.
Não se casou nem teve filhos, Carlos Emanuel III da Sardenha foi proposto como possível pretendente para a infanta em 1720-21, mas tal não se concretizou. Jaz no Panteão da Dinastia de Bragança, junto aos seus irmãos Manuel, António Francisco e Francisco Xavier, em túmulo que não apresenta a sua data de nascimento e morte, ao contrário dos restantes.